# Muzyka na wodzie

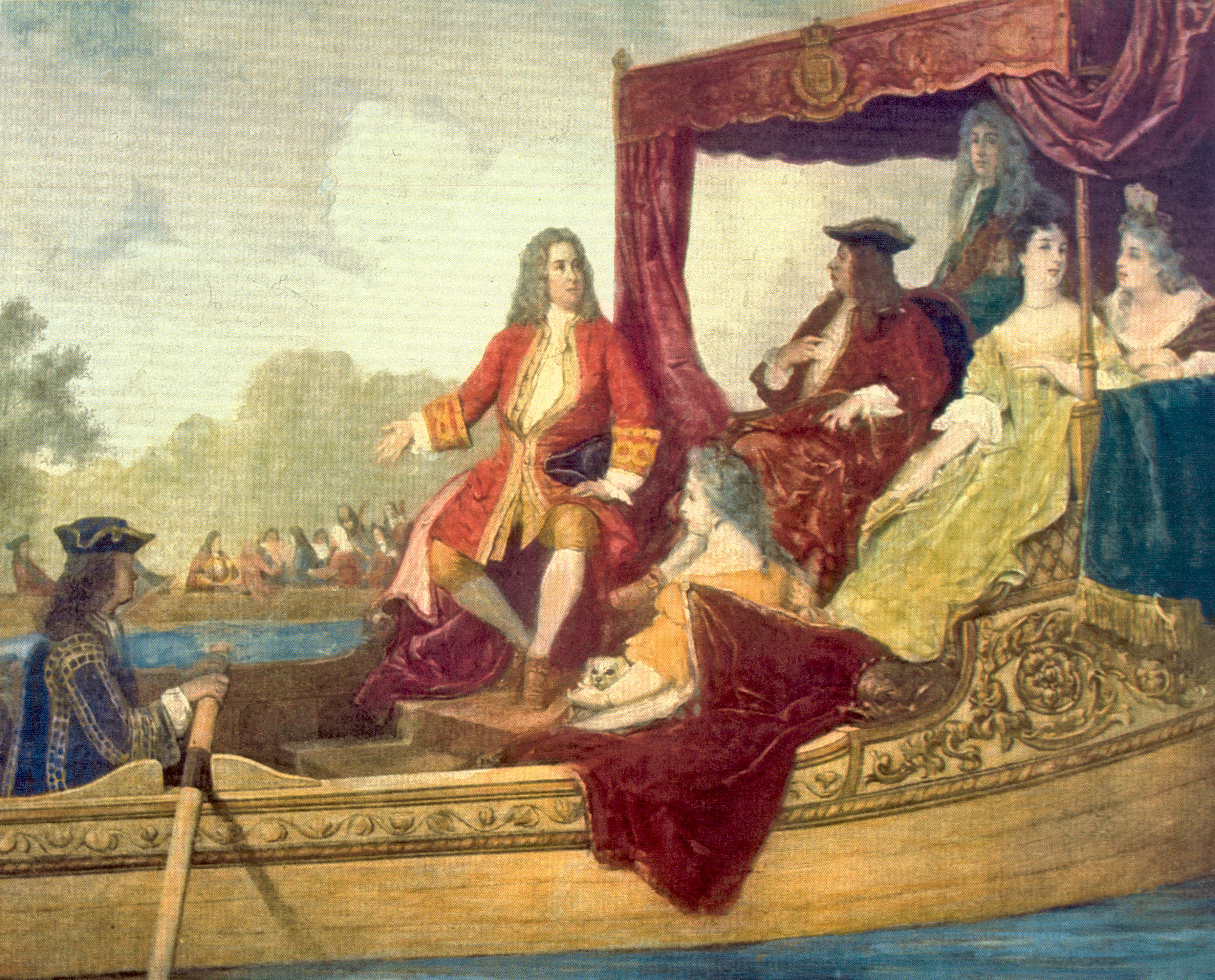
Georg Friedrich Händel (po lewej) i Jerzy I Hanowerski podczas rejsu po Tamizie 17 lipca 1717 roku

Muzyka na wodzie (Water Music) – instrumentalna kompozycja Georga Friedricha Händla. W katalogu dzieł Handla figuruje jako trzy suity (F-dur, D-dur i G-dur). Dzieło to stanowi przykład barokowej muzyki rozrywkowej. Jest to jedno z najpopularniejszych dzieł Händla.   
Water Music została przez Händla wykonana z okazji przejazdu króla Jerzego I po Tamizie. Według części muzykologów, znajdują się w niej utwory, które powstały na trzy różne okazje. Zostały skomponowane na użytek szerszej publiczności, w ramach popularnej wówczas plenerowej muzyki rozrywkowej, granej w parkach i pałacowych ogrodach. Jednak badacz tej tematyki – Christopher Hogwood stwierdził, że kompozycja stanowi "jedną długą sekwencję części". Na kompozycję składają się tańce dworskie, tańce ludowe, kantylenowe, adagia, arie. Dzieło to przeznaczone zostało do wykonywania na wolnym powietrzu, co wymuszało skład orkiestry opartej na smyczkach i zwiększonej obsadzie instrumentów dętych. 
Z powstaniem utworu wiąże się anegdota, która jest kwestionowana przez Christophera Hogwooda:

Händel, który pełnił funkcję kapelmistrza na dworze elektora hanowerskiego, samowolnie porzucił pracę, udając się do Londynu z nadzieją na zrobienie szybkiej kariery na dworze królowej Anny, wielbicielki jego muzyki. Nagła śmierć królowej i objęcie tronu właśnie przez elektora Hanoveru, położyły kres tym planom. Za namową przyjaciół, mistrz uciekł się do podstępu. Skomponował kilka drobnych utworów przeznaczonych do wykonywania na wolnym powietrzu i kiedy pewnego dnia król wypłynął na przejażdżkę po Tamizie, podpłynął na swej łodzi. Nierozpoznany, zaprezentował swoją kompozycję. Król był oczarowany i przywrócił Händla do łask.

Drugim znaczącym dziełem Händla o podobnym charakterze jest Muzyka dla Królewskich Ogni Sztucznych (Music for the Royal Fireworks) powstała w 1749 roku.